# 당진고등학교
당진고등학교(唐津高等學校)는 대한민국 충청남도 당진시 채운동에 있는 공립 고등학교이다.

## 학교 연혁
- 1960년 2월 4일 : 고등학교 3학급 인가
- 1960년 5월 12일 : 당진여자고등학교 개교
- 1981년 9월 30일 : 고등학교 21학급 인가
- 1997년 8월 14일 : 당진고등학교 남녀공학 24학급 개편 인가
- 2023년 3월 1일 : 제31대 김영곤 교장 취임
- 2025년 1월 10일 : 제63회 졸업식 263명(총 15,188명)
- 2025년 3월 4일 : 2025학년도 신입생 284명 입학

## 참고 자료
- 당진고등학교 - 한국교육학술정보원 학교알리미